# Escudo de Campeche
El Escudo de Armas del Estado Libre y Soberano de Campeche es el escudo oficial que representa al Estado de Campeche, el cual le fue otorgado originalmente a la "Muy Noble y Muy Leal Ciudad de San Francisco de Campeche", en 1777 por el rey de España   Carlos III y posteriormente el escudo fue adoptado a nivel estatal.

## Historia y significado
El escudo de armas de la ciudad de San Francisco de Campeche, le fue otorgado en 1777 por el rey de España Carlos III, está compuesto por cuatro cuarteles: dos con castillos en campo de gules y dos con galeones en campo de azur, todo el escudo está otorgado con el cordón de San Francisco y la corona real, por servicios prestados. 
Más que un escudo, fiel retratado de su pasado histórico, es uno de los mejores y más expresivos concedidos por la Corona Española en Nueva España. Habla por sí solo. Naves y castillos en armónica combinación heráldica, ceñidos amorosamente por el seráfico cordón. Imagen imperecedera del recinto amurallado y de su vocación marinera. 
El escudo de Campeche está dividido en cuatro partes, cada una de las cuales se llama cuartel. 
El fondo rojo de los cuarteles que se encuentran arriba a la izquierda y abajo a la derecha, significa la valentía de los campechanos y hace resaltar las torres de color plateado. Este color es reflejo de la firmeza y honradez del carácter de sus habitantes, y las torres representan el poder en la defensa del territorio. 
En los otros dos cuarteles hay un barco de vela con el ancla elevada navegando en el mar, lo que nos recuerda la importancia de Campeche como puerto marítimo. 
Los cuarteles están sobre un fondo azul, que significa la lealtad y los buenos sentimientos de los campechanos. Finalmente, en lo alto del escudo encontramos una corona adornada con piedras preciosas que simbolizan la nobleza y grandeza del estado.